# Dorfkirche Groß Linde

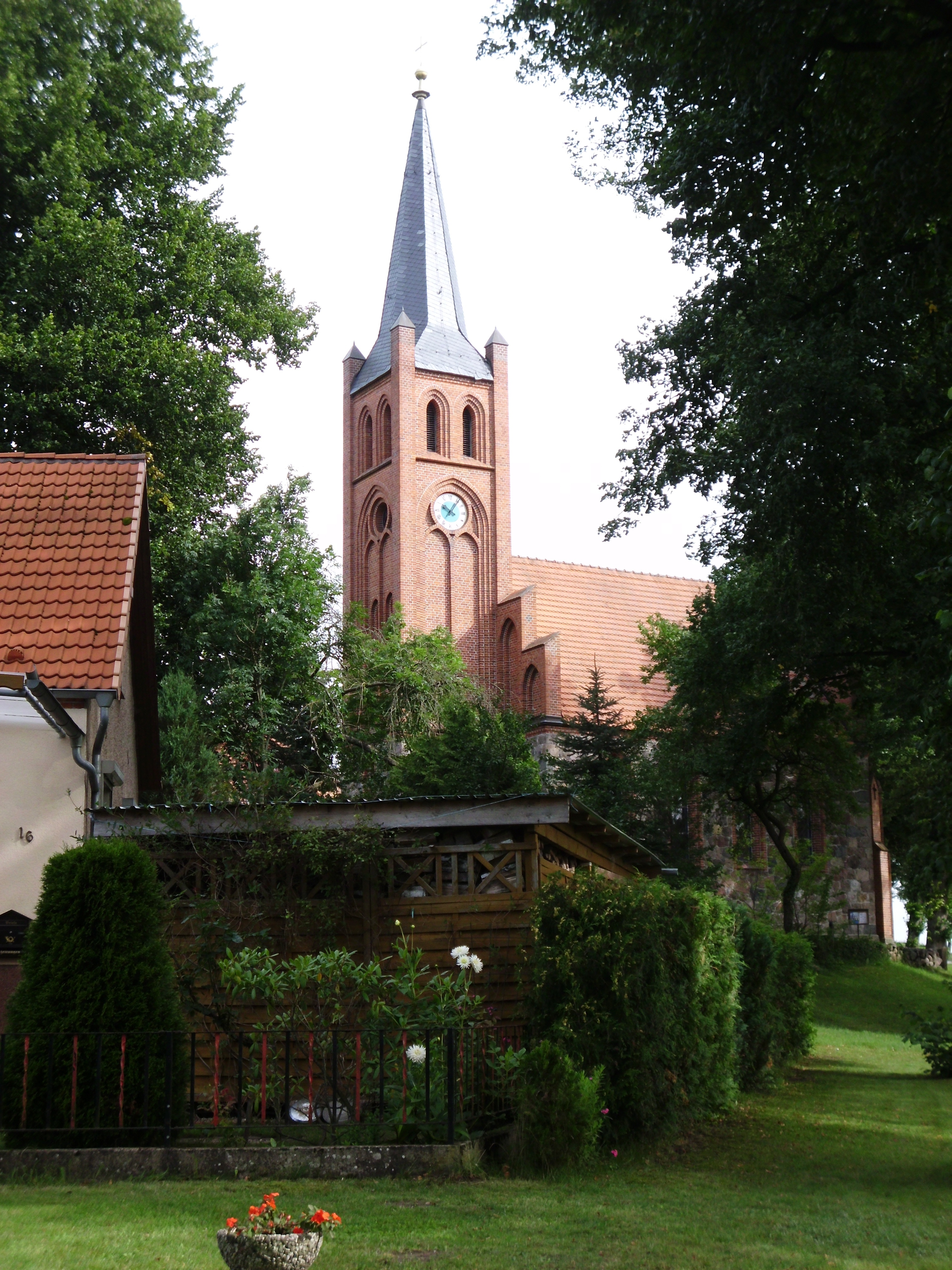
Dorfkirche Groß Linde

Die evangelische, denkmalgeschützte Dorfkirche Groß Linde steht in Groß Linde, einem Ortsteil der Stadt Perleberg im Landkreis Prignitz von Brandenburg. Die Kirche gehört zum Pfarrsprengel Gulow im Kirchenkreis Prignitz der Evangelischen Kirche Berlin-Brandenburg-schlesische Oberlausitz.

## Beschreibung
Die neugotische Saalkirche wurde 1862/65 als Ersatz für den baufällig gewordenen Vorgängerbau nach einem Entwurf von Friedrich August Stüler gebaut. Das Langhaus, die fünfseitige Apsis im Osten und die unteren Geschosse des quadratischen Kirchturms im Westen wurden aus Feldsteinen errichtet. Das Langhaus hat an der Ost- und Westwand einen mit Blenden verzierten Staffelgiebel aus Backsteinen. Der mit einem schiefergedeckten, achtseitigen Knickhelm bedeckte Kirchturm beherbergt hinter den als Biforien gestalteten Klangarkaden den Glockenstuhl, in dem zwei Kirchenglocken hängen, die im 14. beziehungsweise 16. Jahrhundert gegossen wurden und vom Vorgängerbau übernommen wurden. 
Die Orgel auf der Empore im Westen hat sieben Register auf einem Manual und Pedal und wurde 1894 von Friedrich Hermann Lütkemüller gebaut. Eine Restaurierung fand 1993 statt.